# Alexander Pfänder
Alexander Pfänder (Iserlohn, 7 de febrero de 1870 - Múnich, 18 de marzo de 1941) fue un filósofo alemán perteneciente al grupo de Fenomenología de Múnich. Discípulo de Theodor Lipps se transformó en uno de los principales colaboradores del "Anuario de Filosofía e Investigación Fenomenológica" editada por Edmund Husserl y por ello en uno de los principales impulsores de la Fenomenología a comienzos de siglo XX.

## Biografía
Alexander Pfänder nació en Iserlohn en 1870. Cursó estudios de ingeniería para luego doctorarse en Filosofía bajo la tutela de Theodor Lipps con la tesis La conciencia del querer (1898). A partir de este trabajo elaboró una de sus obras principales Fenomenología de la Voluntad (Phänomenologie des Wolles) por la cual recibió el premio Frohschammer.
Posteriormente se distanció del psicologismo de Lipps para acercarse a la Fenomenología trabajando con Adolf Reinach, Moritz Geiger y Max Scheler en el anuario fundado por Edmund Husserl. En éste se publicaron sus obras Para una filosofía de los estados del ánimo (1913 y 1916) y Lógica (1921).
Permaneció durante toda su vida en la Universidad de Múnich, rechazando la oferta de otras universidades, hasta que falleció por un ataque al corazón (1941) dejando sin terminar sus obras Breve exposición de la ética e Introducción a la filosofía y la fenomenología. 
Su legado manuscrito se encuentra actualmente reunido y ordenado (Pfänderiana) en la Bayerische Staatsbibliothek de Múnich.

## Pensamiento
Pfänder se distancia y critica a la Psicología de su tiempo ante la insistencia de ésta de hacer objeto de su investigación únicamente los "estados subjetivos" de los hechos en general. A su juicio, esta insistencia estaría dada por un interés de diferenciarse más claramente de las ciencias físicas y su estudio de lo "objetivo" de la realidad. Sin embargo, esta distinción es una ilusión, todas las investigaciones psicológicas terminaban, de una u otra manera, haciendo referencia a los contenidos o materiales objetivos de dichos "estados subjetivos" cuando intentaban explicarlos. Por lo anterior, Pfänder exigirá que la investigación de los hechos de conciencia incluya tanto el ámbito "subjetivo" como el "objetivo".
Para la investigación de estos hechos de conciencia propone como punto de partida la psicología popular y el uso regular del idioma. Este conocimiento —aunque imperfecto— contendría pistas iniciales de lo que posteriormente podría ser investigado bajo una crítica rigurosa y propiamente científica de los fenómenos que, al fin y al cabo, todos percibimos a la largo de nuestras vidas (la voluntad, los sentimientos, la imaginación, la percepción, etc.). 
En lo que respecta a este trabajo estrictamente científico considera que debe ser realizado en dos etapas generales de investigación. En la primera, descriptiva, se deben analizar y describir los elementos que se distinguen regularmente en el hecho de conciencia que se esté investigando. En la segunda, explicativa, se deben buscar las relaciones entre aquellos elementos para intentar dar con leyes generales de las vivencias. Es de especial importancia, señala Pfänder, que la etapa explicativa se encuentre siempre subordinada a la descriptiva para que los resultados entregados por esta se "resistan" a cualquier deformación que la teoría explicativa pueda ejercer sobre el fenómeno como tal.

## Influencia en la Fenomenología
Posterior a su trabajo con Theodor Lipps y junto a la colaboración de otros fenomenólogos como Max Scheler fundó el famoso "Anuario de Filosofía e Investigación Fenomenológica" editado por Husserl. Este último, a propósito de su obra Motivos y Motivación, comentó: «con una profundidad y un cuidado de los análisis este trabajo deja atrás todo lo que ofrecía la literatura existente hasta entonces en descripciones sobre la esfera de la voluntad. Sin embargo, no supera completamente las extraordinarias dificultades de la materia y no constituye aún el final, sino es el comienzo de una investigación fundamental sobre la esfera de la voluntad».

## Obras
- Fenomenología de la Voluntad (1900)
- Motivos y motivación (1911)
- Para una psicología de las disposiciones de ánimo (1913 y 1916)
- Lógica (1921)
- El Alma del hombre (1933)